# 大埔文娛中心
大埔文娛中心（英語：Tai Po Civic Centre）是香港大埔區的一座文娛中心，位於新界大埔安邦路12號，於1985年10月啟用。該中心毗鄰大埔藝術中心、大埔中心、大埔超級城B區、昌運中心、大埔中心巴士總站等。
大埔文娛中心的前身是大埔官立中學的禮堂，政府於1981年將當時即將興建的大埔官中內的禮堂改建成區內一所文娛表演場地（與元朗聿修堂類似），以配合地區的需求。
大埔文娛中心的工程於1985年初完成，於同年9月正式啟用，並與大埔官立中學共同使用演奏廳，文娛中心由前區域市政總署負責管理（其後由康樂及文化事務署於2000年接管）。而大埔官立中學已於2014年停辦。

## 提升工程

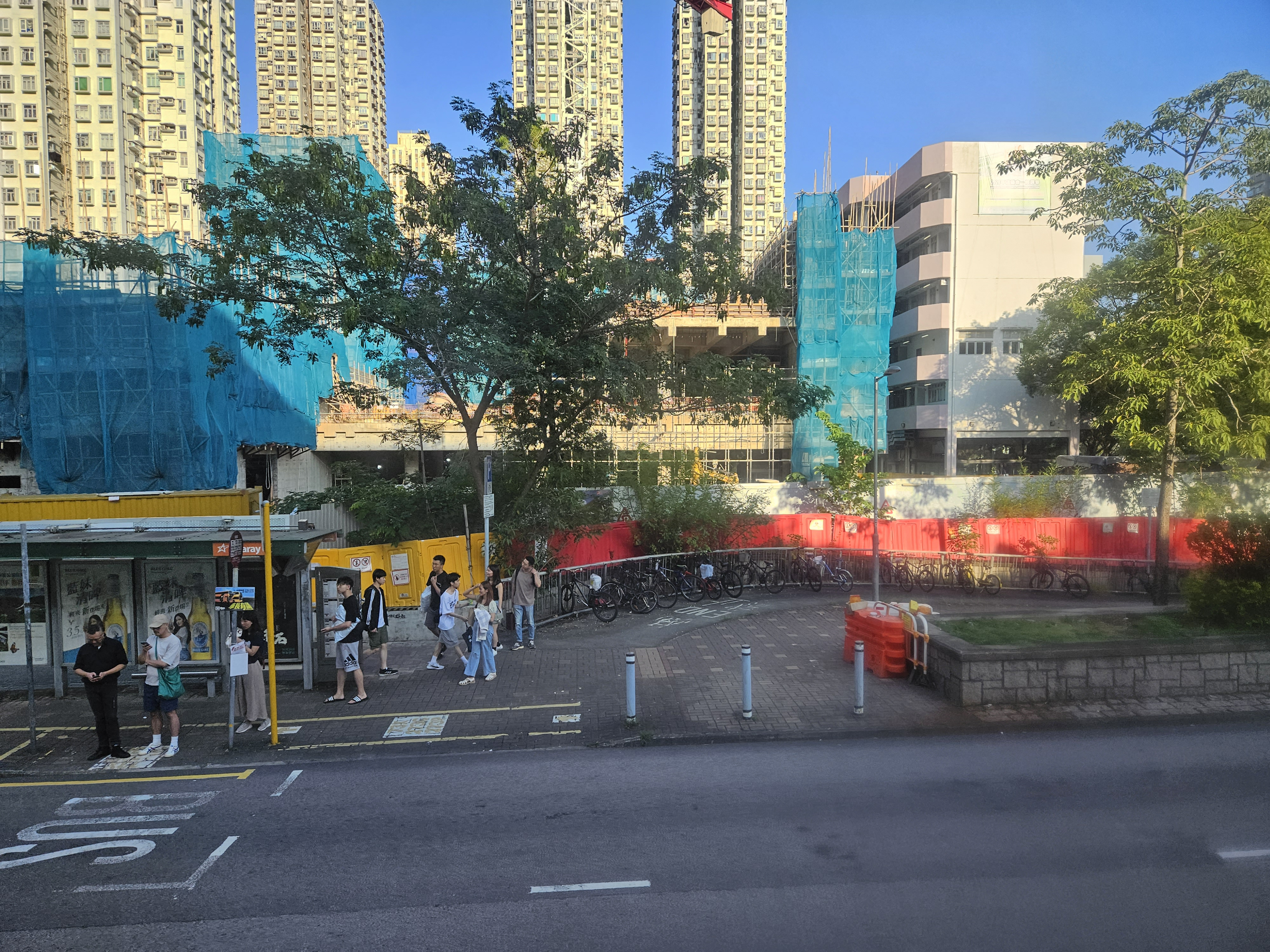
改建中之大埔文娛中心（2023年10月）

2021年6月11日獲財委會通過撥款。建築署已於2021年12月9日展開工程，需時約兩年半竣工。項目範圍包括為演藝廳提供約650個座位的固定級台觀眾席以改善座位視線及舒適度、提升舞台燈光、音響設施、改善舞台機械裝置、增加化妝間及後台貯物空間；進一步提升黑盒劇場的設施，包括擴大表演區、提供多向舞台選擇、增設舞台燈光設備及提升懸掛系統、擴建化妝間及貯物室；重置兩間活動室；擴建大堂及增設洗手間、育嬰室、扶手電梯及客貨用升降機；改善無障礙通道及設施，如口述影像室、安靜室等；以及優化戶外空間的園藝設計，以營造文化藝術氛圍。
翻新工程於2025年6月23日首階段重開，開放戶外空間、大堂及附屬設施，城市電腦售票網亦於同日恢復。

## 交通
巴士站︰大埔文娛中心、安祥路、大埔中心巴士總站